# ابن الصلاح
شَيْخُ الْإِسْلَامِ تَقِيُّ الدِّينِ أَبُو عَمْرٍو عُثْمَانُ بْنُ عَبْدِ الرَّحْمَنِ بْنِ عُثْمَانَ بْنِ مُوسَى الْكُرْدِيُّ الشَّهْرُزُورِيُّ الْمَوْصِلِيُّ الشَّافِعِيُّ ويُعرف اختصارًا بـ ابن الصلاح (577 – 25 ربيع الآخر 643هـ / 1181 – 1245م) أحد علماء الحديث تفقه على والده المعروف بـشهرزور، ثم اشتغل بالموصل مدة و درس بالمدرسة الصلاحية ببيت المقدس مديدة، فلما أمر بهدم سور المدينة، نزح إلى دمشق، فدرس بالرواحية مدة عندما أنشأها الواقف، فلما أنشئت الدار الأشرفية صار شيخها، ثم ولي تدريس الشامية الصغرى.

## طلبه للعلم وشيوخه
- تفقه على والده بشهرزور ثم قام برحلات في بلاد العالم الإسلامي لطلب العلم.[21]
- سمع من: عبيد الله بن السمين، ونصر بن سلامة الهيتي، ومحمود بن علي الموصلي، وأبي المظفر بن البرني، وعبد المحسن بن الطوسي.[21]
- رحل إلى بغداد وسمع من أبي أحمد بن سكينة، وأبي حفص بن طبرزذ، وطبقتهما هناك وسمع من أبي الفضل بن المعزم بهمدان ,ورحل إلي نيسابور وسمع من: أبي الفتح منصور بن عبد المنعم ابن الفراوي، والمؤيد بن محمد بن علي الطوسي، وزينب بنت أبي القاسم الشعرية، والقاسم بن أبي سعد الصفار، ومحمد بن الحسن الصرام، وأبي المعالي بن ناصر الأنصاري، وأبي النجيب إسماعيل القارئ، وطائفة.[22]
- ثم رحل إلى الشام فسمع من أبي المظفر ابن السمعاني بمرو، ومن أبي محمد ابن الأستاذ وغيره بحلب ومن الإمامين فخر الدين ابن عساكر وموفق الدين ابن قدامة، وعدة حيث عاش في دمشق، ومن الحافظ عبد القادر الرهاوي بحران.[23]
- تلمذ على الإمام كمال الدِّين بن يونس فدرس عليه شيئاً من المنطق.[16]

## لم يكن محدثا فقط
قال عنه ابن خلكان : «كان أحد فضلاء عصره في التفسير والحديث والفقه وأسماء الرجال وما يتعلق في علم الحديث ونقل اللغة وكانت له مشاركة في فنون عديدة وكانت فتاويه مسددة وهو أحد أشياخي الذين أنتفع بهم»

## من فتاويه
من فتاويه أنه سئل عمن يشتغل بالمنطق والفلسفة فأجاب: «الفلسفة أُس السفه والانحلال، ومادة الحيرة والضلال، ومثار الزيغ والزندقة، ومن تفلسف عميت بصيرته عن محاسن الشريعة المؤيدة بالبراهين، ومن تلبس بها، قارنه الخذلان والحرمان، واستحوذ عليه الشيطان، وأظلم قلبه عن نبوة محمد ﷺ إلى أن قال: واستعمال الاصطلاحات المنطقية في مباحث الأحكام الشرعية من المنكرات المستبشعة، والرقاعات المستحدثة، وليس بالأحكام الشرعية -ولله الحمد- افتقار إلى المنطق أصلا، هو قعاقع قد أغنى الله عنها كل صحيح الذهن، فالواجب على السلطان أعزه الله أن يدفع عن المسلمين شر هؤلاء المشائيم، ويخرجهم من المدارس ويبعدهم».

كتاب طبقات الفقهاء الشافعية للإمام تقي الدين بن الصلاح، تهذيب الإمام النووي، تنقيح الإمام المزّي.

## وفاته
توفى ابن الصلاح بدمشق في سحر الأربعاء الموافق 25 ربيع الثاني سنة 643 للهجرة - 19 سبتمبر 1245م واجتمع للصلاة عليه جمع كبير وازدحم الناس ومن وجهاء دمشق، دفن في مقابر الصوفية بدمشق.

## أعماله
1. علوم الحديث أو معرفة أنواع علم الحديث المعروف بمقدمة ابن الصلاح
2. أدب المفتي والمستفتي
3. فوائد الرحلة
4. صيانة صحيح مسلم
5. الأمالي
6. الفتاوى جمعه بعض أصحابه
7. شرح الوسيط في فقه الشافعية
8. صلة الناسك في صفة المناسك
9. أحاديث في فضل الإسكندرية وعسقلان
10. وصل بلاغات الموطأ ابن الصلاح
11. طبقات الفقهاء الشافعية
12. المؤتلف والمختلف في أسماء الرجال

### فهرس المراجع
1. 1 2  الذهبي (1985)، ج. 23، ص. 140.
2. 1 2 3 4  ابن الصلاح (2002)، ص. 11.
3. ↑  ابن الصلاح (2011)، ص. 34.
4. ↑  الزركلي (2002)، ج. 4، ص. 207.
5. ↑  ابن الصلاح (2002)، ص. 12.
6. ↑  ابن الصلاح (1984)، ص. 25.
7. ↑  ابن الصلاح (2011)، ص. 47.
8. ↑  ابن الصلاح (2011)، ص. 48.
9. ↑  ابن الصلاح (2011)، ص. 42.
10. ↑  ابن الصلاح (1984)، ص. 22.
11. ↑  الذهبي (1985)، ج. 23، ص. 142.
12. ↑  ابن الصلاح (2011)، ص. 31.
13. ↑  ابن الصلاح (2011)، ص. 35–38.
14. ↑  ابن الصلاح (2011)، ص. 41–42.
15. ↑  ابن الصلاح (2011)، ص. 38–39.
16. 1 2 3  ابن خلكان (1978)، ج. 3، ص. 243.
17. 1 2 3  ابن الصلاح (2011)، ص. 45.
18. ↑  ابن الصلاح (2011)، ص. 44.
19. ↑  نويهض (1988)، ج. 1، ص. 342.
20. ↑  السبكي (1992)، ج. 8، ص. 326.
21. 1 2  ابن الصلاح (2011)، ص. 35.
22. ↑  ابن الصلاح (2011)، ص. 36.
23. ↑  ابن الصلاح (2011)، ص. 37–38.
24. ↑  الذهبي (1985)، ج. 23، ص. 143.
25. ↑  ابن الصلاح (2011)، ص. 47–48.

### بيانات المراجع (مُرتَّبة حسب تاريخ النشر)
- ابن خلكان (1978)، وفيات الأعيان وأنباء أبناء الزمان، تحقيق: إحسان عباس، بيروت: دار صادر، OCLC:4770140545، QID:Q115633147{{استشهاد}}:  صيانة الاستشهاد: ref duplicates default (link)
- الحافظ المحدِّث أبي عمرو بن الصَّلاح (1984). صيانة صحيح مسلم من الإخلال والغلط وحمايته من الإسقاط والسَّقط. تحقيق: موفق عبد الله عبد القادر. بيروت: دار الغرب الإسلامي.
- شمس الدين الذهبي (1985)، سير أعلام النبلاء، تحقيق: شعيب الأرنؤوط، مجموعة (ط. 1)، بيروت: مؤسسة الرسالة، OCLC:4770539064، QID:Q113078038
- عادل نويهض (1988)، مُعجم المُفسِّرين: من صدر الإسلام وحتَّى العصر الحاضر (ط. 3)، بيروت: مؤسسة نويهض الثقافية للتأليف والترجمة والنشر، OCLC:235971276، QID:Q122197128
- تاج الدين السبكي (1992)، طبقات الشافعية الكبرى، تحقيق: محمود محمد الطناحي، عبد الفتاح محمد الحلو، القاهرة: هجر للطباعة والنشر والتوزيع والإعلان، QID:Q120648510
- عثمان بن عبد الرحمن، أبوعمرو، تقي الدين (2002). معرفة أنواع علم الحديث. تحقيق: عبد اللطيف الهميم وماهر ياسين الفحل (ط. 1). بيروت – لبنان: دار الكتب العلمية. مؤرشف من الأصل في 2024-05-07.
- خير الدين الزركلي (2002)، الأعلام: قاموس تراجم لأشهر الرجال والنساء من العرب والمستعربين والمستشرقين (ط. 15)، بيروت: دار العلم للملايين، OCLC:1127653771، QID:Q113504685
- عثمان بن عبد الرحمن، أبو عمرو، تقي الدين (2011). شَرحُ مشكِل الوَسِيطِ. تحقيق: عبد المنعم خليفة أحمد بلال (ط. 1). السعودية: دار كنوز إشبيليا. ج. المقدمة. مؤرشف من الأصل في 2024-08-23.